# Новомиколаївка (Донецький район)
Новомикола́ївка — село Харцизької міської громади Донецького району Донецькій області, Україна. Населення становить 42 особи.

## Загальні відомості
Відстань до райцентру становить близько 28 км і проходить автошляхом Н21.
Землі села відірвані від основної частини Шахтарського району і перебувають в оточенні із заходу с. Вербівка (Амвросіївський район) та з півдня с. Садове Амвросіївський район Донецької області.
Унаслідок російської військової агресії із серпня 2014 р. Новомиколаївка перебуває на території ОРДЛО.

## Населення
За даними перепису 2001 року населення села становило 42 особи, з них 45,24 % зазначили рідною мову українську та 52,38 % — російську.